# Cyklistická trasa 5217
Cyklistická trasa 5217 je cyklistická trasa Klubu českých turistů IV. třídy určená pro cyklistiku vedená mezi vesnicí Pokojovice a Kojetice. Délka je 13,6 km. Vzdálenost vzdušnou čarou je 9 km.

## Vedení trasy
| Křížení s jinými cyklistickými trasami |                               |                             |                                   |             |
| km                                     | bod                           | navazující, křižující trasy | souřadnice                        | nadm. výška |
| 0                                      | Pokojovice východ             | 5212                        | 49°13′17″ s. š., 15°44′50″ v. d.* | 500 m *     |
| 6,8                                    | Rokytnice nad Rokytnou        | 5104                        | 49°11′5″ s. š., 15°46′24″ v. d.*  | 535 m *     |
| 11,9                                   | Kojetice (okres Třebíč) západ | 5103                        | 49°9′46″ s. š., 15°48′1″ v. d.*   | 500 m *     |
| 13,6                                   | Kojetice (okres Třebíč)       | 5213                        | 49°9′27″ s. š., 15°49′17″ v. d.*  | 490 m *     |

* přibližný údaj

## Obce na trase
- Pokojovice
- Chlístov
- Markvartice (okres Třebíč)
- Rokytnice nad Rokytnou
- Kojetice (okres Třebíč)